# Фантастичното пътешествие до Оз
„Фантастичното пътешествие до Оз“ (на руски: Урфин Джюс и его деревянные солдаты) е руски пълнометражен компютърно анимиран филм, базиран е на едноименната книга, написана от Александър Волков. Режисиран е от Владимир Торопчин, Фьодор Дмитриев и Дарина Шмидт и е първият анимационен филм, създаден от анимационното студио „Мелница“. Премиерата на филма е на 20 април 2017 г. в Русия.

## В България
В България филмът излиза по кината на 28 юли 2017 г. от „Про Филмс“.

### Синхронен дублаж
| Роля              | Изпълнител                                                                                                  |
| ----------------- | --- |
| Урфин             | Башар Рахал                                                                                                 |
| Дороти            | Елена Грозданова                                                                                            |
| Лъва              | Станислав Пищалов                                                                                           |
| Тенекиеният човек | Михаил Сървански                                                                                            |
| Тото              | Моника Иванова                                                                                              |
| Плашилото         | Петър Бонев                                                                                                 |
| Мечката           | Николай Петров                                                                                              |
| Клоуна            | Надежда Александрова                                                                                        |
| Врана             | Николина Петрова                                                                                            |
| Генерала          | Петър Калчев                                                                                                |
| Руф               | Станислав Кертиков                                                                                          |
| Други гласове     | Георги Стоянов Ева Данаилова Даниела Горанова Петър Върбанов Константин Лунгов Марио Иванов Явор Караиванов |

| Обработка           | студио „Про Филмс“ |
| ------------------- | ------------------ |
| Режисьор на дублажа | Сотир Мелев        |

- Това е първия озвучен филм на Башар Рахал, който е последван от „Падингтън 2“ в същата година.